# Johan Stollz

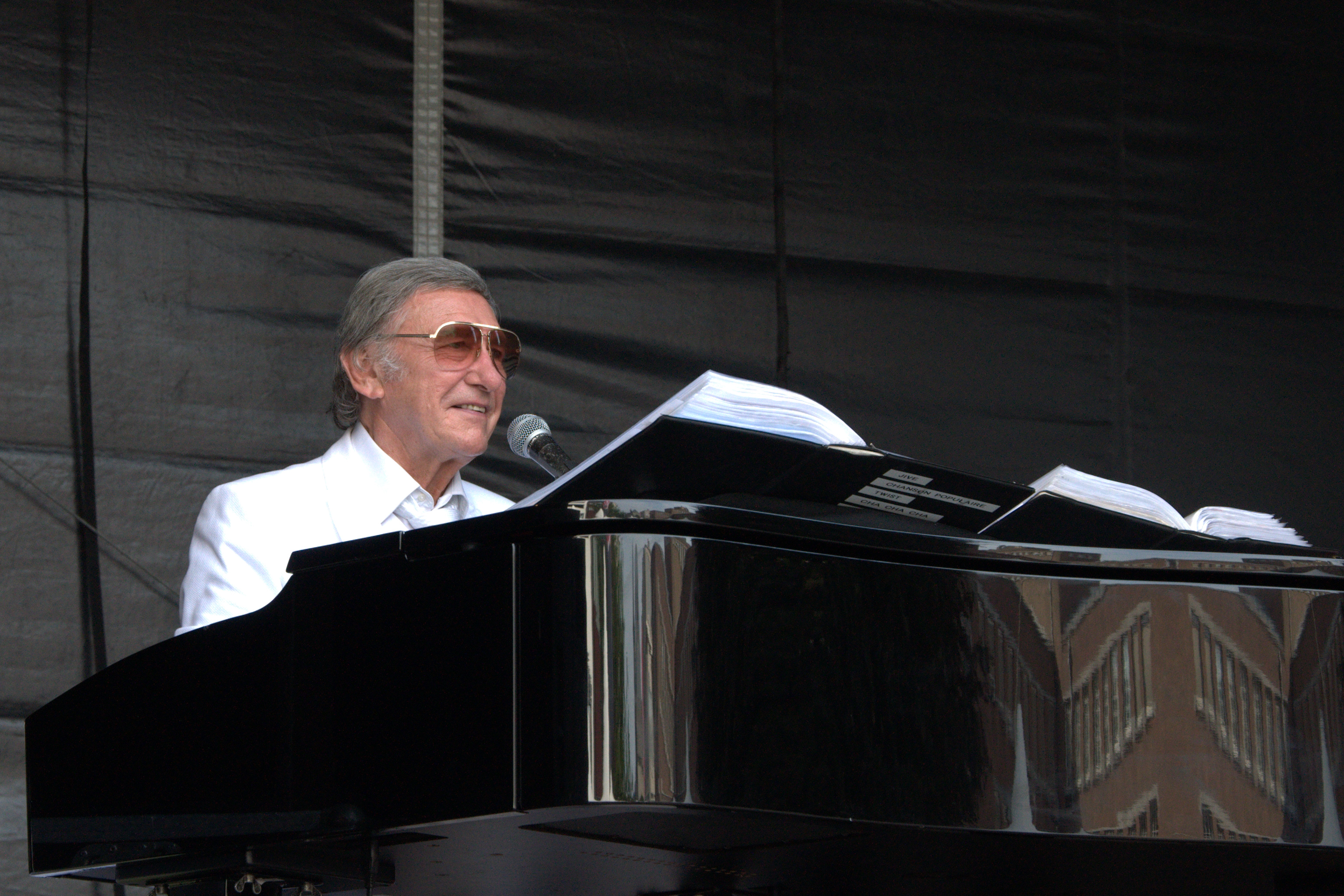
Johan Stollz tijdens de Gentse Feesten 2010 op het François Laurentplein

Johan Stollz, pseudoniem van Joannes Lucas E.J. Stolle (Eeklo, 2 januari 1930 – Gent, 3 april 2018 was een Belgische zanger, pianist en componist.

## Biografie
Johan Stollz volgde les aan het muziek conservatorium in Gent. Hij werkte onder meer bij het postorderbedrijf Unigro en als ambtenaar bij de stad Eeklo en De Post. Hij componeerde het nummer Verlangen, waarmee Anneke Soetaert in 1967 tweede werd in het liedjesprogramma  Canzonissima op de BRT-televisie, de preselectie voor het Eurovisiesongfestival. 
Van het liedje Concerto voor Natasha gingen in België meer dan 180.000 exemplaren de deur uit.  Ook zijn eigen Duitse versie van Concerto had enig succes.  Met Concerto voor Natasha nam hij deel aan Canzonissima 1968, Liliane Saint-Pierre won met het lied Wat moet ik doen. De winnaar van die editie ging niet naar het Eurovisiesongfestival maar mocht naar het Knokkefestival. Maar omdat Liliane Saint-Pierre eerder al aan het Knokkefestival had deelgenomen, kreeg een andere deelneemster, Lily Castel de kans om aan het Knokkefestival deel te nemen.
In 1971 nam hij opnieuw deel aan de wedstrijd. Met Immigrant haalde hij de finale. Daar werd hij gedeeld laatste. In 1981 haalde Johan Stollz met Hello, hello opnieuw de finale van de Belgische preselectie voor het Eurovisiesongfestival.  Die preselectie heette intussen Eurosong.
Johan Stollz trad ook ooit privé op voor Elizabeth Taylor en Richard Burton en was pianist in het Hotel Bel Air in Beverly Hills.
Van 1981 tot 1984 was hij ploegleider van de West-Vlaamse ploeg in de Baccarabeker, die plaatsvond in het Casino van Middelkerke.

## Discografie
- Sonja/Dans met mij (1968)
- Concerto voor Natasha/Melinda (1968)
- Varsovie/Zandkastelen (1968)
- Symfonie voor Julie (2014)